# Стерн, Жан
Жан Стерн (фр. Jean Stern, 19 февраля 1875, Париж — 15 декабря 1962, Париж) — французский фехтовальщик-шпажист, олимпийский чемпион 1908 года в командных состязаниях.

## Биография
Выступал в 1908 году на Олимпийских играх в Лондоне. В индивидуальном первенстве шпажистов выбыл на полуфинальной стадии, но стал олимпийским чемпионом в команде.

## Семья
Происходил из известной банкирской еврейской семьи. Был внуком основателя парижского банка Stern & Cie Антуана Якоба Стерна (1805—1886), сыном банкира Луи Стерна (1844—1900) и писательницы Эрнесты де Хершель (1854—1926).
В 1904 году в Брюсселе женился на Клод Ламбер, дочери бельгийского банкира барона Леона Ламбера (1851—1919) и баронессы Зои Люси Бетти де Ротшильд (1863—1916).
Кроме того, Жан Стерн был двоюродным братом французского композитора Фернана Альфана и племянником французской актрисы Софи Крозетт.